# Mompeo
Mompeo ist eine italienische Gemeinde mit 512 Einwohnern (Stand 31. Dezember 2023) in der Provinz Rieti in der Region Latium.

## Geographie
Mompeo liegt 70 km nördlich von Rom und 32 km südlich von Rieti auf einem Hügel in den Sabiner Bergen. Das Gemeindegebiet erstreckt sich über eine Höhendifferenz von 126 bis 850 m s.l.m. Mompeo ist Mitglied der Comunità Montana Sabina IV Zona.
Die Gemeinde befindet sich in der Erdbebenzone 2 (mittel gefährdet).
Zur Gemeindegebiet gehören die Ortsteile Lavandara und Madonna del Mattone.
Die Nachbargemeinden sind Antrodoco, Borbona, Borgo Velino, Cantalice, Castel Sant’Angelo, Cittaducale, Leonessa, Posta und Rieti.

### Verkehr
Mompeo liegt 16 km von der strada statale 4 Via Salaria (SS 4) entfernt, die von Rom über Rieti an die Adriaküste führt.

## Geschichte
Im Jahre 817 wurde Mompeo erstmals im registrum Farfense als fundus Pompeianum erwähnt. Nachdem es jahrelang Besitz der Savelli gewesen war, erwarben es die Orsini um 1350; Lehensträger war Orso Orsini, Sohn von Napoleone. 1635 erhielten es die florentinischen Capponi, die es aber schon 1646 an die römische Familie Naro weiterveräußerten, die als Marchesi Patrizi-Naro bis 1816 die Lehensträger waren. Im Jahre 1860 wurde Mompeo eine selbständige Gemeinde.

## Bevölkerungsentwicklung
| Jahr      | 1861 | 1881 | 1901 | 1921 | 1936 | 1951 | 1971 | 1991 | 2001 |
| --------- | ---- | ---- | ---- | ---- | ---- | ---- | ---- | ---- | ---- |
| Einwohner | 619  | 663  | 744  | 764  | 884  | 923  | 672  | 581  | 563  |

Quelle: ISTAT

## Politik
Michela Cortegiani (Lista Civica: Vivi Mompeo) wurde am 26. Mai 2019 zur neuen Bürgermeisterin gewählt.

## Sehenswürdigkeiten
- Die Kirche Natività di Maria Santissima wurde 1569 durch Alessandro Orsini, 10. Graf von Pitigliano, renoviert. Sie gehört dem frühbarocken Stil an. Der Innenraum ist mit einigen Gemälden und Inschriften geschmückt, deren erstere Vincenzo Manenti schuf.
- Das Castello Patrizi-Naro ist eine große Anlage, die durch Bernardino Naro renoviert wurde, der ein Freund von Papst Urban VIII. war; beider Büsten sind im Treppenhaus vorhanden. Auch hier schuf Manenti die Fresken.
- Ein großes Barockportal mit Rustizierung führt in den Borgo hinein; es ist auf der Innenseite mit einem Relief der Pietà ausgestattet.
- Ein römisches Grabdenkmal in Rundform, später durch einen kleinen Bauernhof überbaut, liegt an der Zufahrtsstraße.

## Söhne und Töchter des Ortes
- Domenico Fiori (1874–1962), Weihbischof in Sabina und Poggio Mirteto
- Franco Caprioli (1912–1974), Comiczeichner